# Act II
Act II es el cuarto álbum en directo publicado por la soprano finlandesa Tarja Turunen, lanzado el 27 de julio de 2018. Es el predecesor de su anterior álbum de la serie «Act», Act I : Live in Rosario. El lanzamiento en CD y digital incluye un concierto completo interpretado por Tarja durante su gira titulada The Shadow Shows para su sexto álbum de estudio, The Shadow Self, grabado el 26 de noviembre de 2016 en el Teatro de La Luna de Milán, Italia. El lanzamiento en DVD y Blu-ray incluye un disco adicional, titulado Metropolis Alive, que contiene un concierto íntimo especial realizado ante 20 personas el 6 de junio de 2016 en directo en los Metropolis Studios de Londres, Inglaterra.
El listado de canciones de ambos conciertos incluye múltiples canciones de sus seis álbumes de estudio lanzados hasta ese momento, como «I Walk Alone», «Until My Last Breath», «Victim of Ritual» e «Innocence», así como un medley especial de Nightwish con las canciones «Tutankhamen», «Ever Dream», «The Riddler» y «Slaying The Dreamer».
El 28 de mayo de 2018, Tarja lanzó el primer adelanto oficial de Act II.
El 1 de junio de 2018, se publicó el primer sencillo, «Love To Hate (Live in London)». El 22 de junio de 2018, se publicó el segundo sencillo, Undertaker (Live In Milan). El 13 de julio de 2018, se publicó el último sencillo, «Victim of Ritual».

## Canciones del DVD doble
| DVD 1 (Filmado desde el Metropolis Studios el 6 de junio de 2016) |                         |          |  |
| N.º                                                               | Título                  | Duración |  |
| 1.                                                                | «Intro»                 | 1:03     |  |
| 2.                                                                | «No Bitter End»         | 5:27     |  |
| 3.                                                                | «Eagle Eye»             | 4:50     |  |
| 4.                                                                | «Sing For Me»           | 4:50     |  |
| 5.                                                                | «Love To Hate»          | 6:16     |  |
| 6.                                                                | «The Living End»        | 4:57     |  |
| 7.                                                                | «Medusa»                | 10:42    |  |
| 8.                                                                | «Calling From the Wild» | 5:31     |  |
| 9.                                                                | «Victim of Ritual»      | 6:02     |  |
| 10.                                                               | «Die Alive»             | 5:05     |  |
| 11.                                                               | «Innocence»             | 5:02     |  |
| 12.                                                               | «Until My Last Breath»  | 5:51     |  |
| 13.                                                               | «Too Many»              | 9:41     |  |

| DVD 2 (Filmado desde el Teatro de la Luna el 29 de noviembre de 2016) | |          |  |
| N.º                                                                   | Título                                                                                               | Duración |  |
| 1.                                                                    | «Against the Odds» (Intro)                                                                           | 2:39     |  |
| 2.                                                                    | «No Bitter End»                                                                                      | 4:40     |  |
| 3.                                                                    | «500 Letters»                                                                                        | 4:27     |  |
| 4.                                                                    | «Eagle Eye»                                                                                          | 4:45     |  |
| 5.                                                                    | «Demons in You»                                                                                      | 4:58     |  |
| 6.                                                                    | «Lucid Dreamer»                                                                                      | 6:45     |  |
| 7.                                                                    | «Shameless»                                                                                          | 4:01     |  |
| 8.                                                                    | «The Living End»                                                                                     | 5:24     |  |
| 9.                                                                    | «Calling From the Wild»                                                                              | 8:54     |  |
| 10.                                                                   | «Supremacy» (Muse cover)                                                                             | 5:05     |  |
| 11.                                                                   | «Medley: Tutankhamen / Ever Dream / The Riddler / Slaying The Dreamer» (Nightwish covers)            | 6:33     |  |
| 12.                                                                   | «Goldfinger» (Shirley Bassey cover)                                                                  | 5:50     |  |
| 13.                                                                   | «Deliverance»                                                                                        | 8:26     |  |
| 14.                                                                   | «Acoustic Set: - "Until Silence" - "The Reign" - "Mystique Voyage" - "House of Wax" - "I Walk Alone» | 11:46    |  |
| 15.                                                                   | «Love To Hate»                                                                                       | 6:06     |  |
| 16.                                                                   | «Victim of Ritual»                                                                                   | 6:10     |  |
| 17.                                                                   | «Undertaker»                                                                                         | 8:09     |  |
| 18.                                                                   | «Too Many»                                                                                           | 8:33     |  |
| 19.                                                                   | «Innocence»                                                                                          | 5:03     |  |
| 20.                                                                   | «Die Alive»                                                                                          | 4:56     |  |
| 21.                                                                   | «Until My Last Breath»                                                                               | 7:40     |  |